# Čatež, Trebnje
Čatež je naselje v Občini Trebnje.
Čatež je obcestna vas ob cesti Litija – Velika Loka severozahodno od Trebnjega, na plečatem hribu pod Zaplazom (544 m).
Na severni strani hriba je ozka dolina potoka Dušice, ki se postopoma dviguje v Čateško goro, posejano s slikovitimi vinogradi in zidanicami, na južni strani so njive Polje, Dol in Ilovice, na severovzhodnem in vzhodnem delu doline Dušice pa travniki Dol, Dolina, Slemena in Krivica. Na severu se razprostirajo travniki Zaplaz in Gmajna, za njimi pa gozdovi Dolina, Luže in Bajturn. Med hišami so stari sadovnjaki, v kraju pa je tudi industrija elektromateriala Tem Čatež, kjer je zaposlenih veliko domačinov. V vasi je župnijska cerkev sv. Mihaela, prvič omenjena leta 1526, ki je bila najprej podružnična cerkev, po letu 1785 pa samostojna župnija. Severozahodno od Čateža, na Zaplazu, je cerkev Marijinega vnebovzetja, ki je osrednje romarsko središče v Škofiji Novo mesto, zaradi markantne lokacije na vrhu Zaplaškega hriba pa je priljubljeno zbirališče tudi mnogih izletnikov. Secesijska zvonika, ki se mogočno dvigata v višave, jo značilno ločita od ostalih cerkva v okolici in sta njen najbolj prepoznavni del.
Od leta 1854 je v kraju delovala tudi zasebna šola, redna javna šola pa od leta 1857. Do izgradnje šolskega poslopja je bil pouk v mežnariji, novo šolo pa so krajani dobili leta 1960, a je bila v uporabi le kratek čas. V kraju še stoji nekdanja gostilna pri kateri se je na svojem popotovanju od Litije do Čateža ustavil Fran Levstik, po njegovih stopinjah pa je vsako leto organiziran pohod z zaključkom na Čatežu z Razhodnjo, ki jo vsako leto obišče nekaj tisoč ljudi. Na Čatežu in v njegovi okolici je bil turizem močno razvit že v času pred drugo svetovno vojno, ko je bilo v kraju več gostiln in trgovin ter bogata kulturna dejavnost. Med 2. svetovno vojno so se na Čatežu zadrževale enote NOB in imele večkrat hude boje z okupatorji, na kar spominjata dva spomenika in skupna grobnica na pokopališču.
S Čateža je bil doma narodni heroj Vinko Simončič (1914–1944), od leta 1855 do 1858 pa je tu živel župnik Jurij Kobe, znani narodopisec.